# Усталостное разрушение
Усталостное разрушение — разрушение материала под действием повторно-переменных (часто циклических) напряжений. Физические причины усталостного разрушения материалов достаточно сложны и ещё не до конца изучены. Одной из основных причин усталостного разрушения принято считать образование и развитие трещин.
Механизм усталостного разрушения во многом связан с неоднородностью реальной структуры материалов (различие размеров, формы, ориентации соседних зёрен металла, наличие разных включений — шлаков, примесей; дефекты кристаллической решётки, дефекты поверхности материала — царапины, коррозия и т. д.). В связи с указанной неоднородностью при переменных нагрузках на границах отдельных включений и поблизости от микроскопических полостей и разных дефектов возникает концентрация напряжений, которая приводит к микропластичным деформациям сдвига некоторых зёрен металла (при этом на поверхности зёрен могут появляться полосы скольжения) и накопления сдвигов (которые на некоторых материалах проявляется в виде микроскопических выступов и впадин — экструзий и интрузий). Далее происходит развитие сдвигов в микротрещине, их сращивание, на последнем этапе появляется одна или несколько макротрещин, которая достаточно интенсивно развивается (разрастается). Края трещины под действием переменной нагрузки притираются друг к другу, и поэтому зона роста трещины отличается гладкой (полированной) поверхностью. По мере разрастания трещины поперечное сечение детали всё более ослабляется, и, наконец, происходит случайное хрупкое разрушение детали, при этом зона хрупкого излома имеет грубозернистую кристаллическую структуру (как при хрупком разрушении).
Явление изменения механических и физических свойств материалов под действием циклично переменных во времени напряжений и деформаций называют усталостью материала.